# Egyptian Labour Corps
L’Egyptian Labour Corps (en français : Corps égyptien de Travail) était une formation de travailleurs égyptiens au service de l’Armée britannique au cours de la Première Guerre mondiale.

## Historique
L'Egyptian Labour Corps participa à la Campagne du Sinaï et de la Palestine. Un certain nombre de travailleurs égyptiens furent employés sur le front occidental notamment dans la Somme.
Les travailleurs de l’Egyptian Labour Corps ont participé à la construction de chemins de fer, de routes, de quais de débarquement dans les ports, d’oléoducs... Ils furent employés comme dockers et furent chargés de l’assainissement des installations militaires.
En 1917, le Corps égyptien de Travail avait plus de 55 000 travailleurs. Ces travailleurs, recrutés dans les catégories les plus pauvres des campagnes égyptiennes, s’engageaient pour toucher un salaire modeste mais supérieur à leurs revenus habituels. Ils étaient surveillés sur les chantiers par des gardes armés.
Le général Allenby reconnut dans un message du 16 décembre 1917, la grande valeur de l’Egyptian Labour Corps, l'importance de leur service, leur persistance sous le feu et leur dévouement dans des conditions difficiles.

## Organisation
En 1917, le Corps égyptien du travail compte plus de 55 000 travailleurs, principalement organisés en sociétés regroupant 12 gangs formant une seule société. La bande est une unité de travail composée de 50 hommes avec un chef, appartenant tous souvent à un village d'origine. Ces hommes chantent souvent pendant qu'ils travaillent et on pense qu'ils sont heureux, mais le chant égyptien chanté par les ouvriers est: "Kam Lehloh, Kam Yaum ?" ce qui se traduit par "Combien de jours, combien de nuits ?"
Le Corps de travail égyptien a est décrit en février 1918 comme étant organisé en compagnies de 600 hommes avec un officier supérieur subalterne et deux officiers subalternes. Trois à six de ces sociétés sont formées d’un camp dirigé par un officier commandant le Corps du travail égyptien d'une région. Les officiers sont d’abord choisis parmi des anglo-égyptiens arabophones, puis des sous-officiers et des soldats sont recrutés dans des unités britanniques et formés en arabe. Leur niveau de compétence est reconnu par un taux spécial de supplément de service. La supervision est assurée par les membres de chaque groupe et par des contremaîtres civils. Ces contremaîtres civils sont classés dans la catégorie des sous-officiers munis d'un uniforme et traités comme des sous-officiers par intérim de la CLA.
Il était jugé « pratique et souhaitable » de recruter différentes entreprises de différentes parties de l'Égypte et de nouveaux groupes pouvant être formés au types de travail particuliers nécessaires pour garantir une gestion efficace et rapide des stocks et du matériel.